# لایونل چتویند
لایونل چت‌ویند (انگلیسی: Lionel Chetwynd؛ زادهٔ ۲۹ ژانویهٔ ۱۹۴۰) فیلم‌نامه‌نویس، تهیه‌کننده فیلم، کارگردان فیلم و وکیل بریتانیایی‌الاصل و یهودی اهل کانادا و ایالات متحده آمریکا است.
از فیلم‌ها یا مجموعه‌های تلویزیونی که وی در آن‌ها نقش داشته‌است، می‌توان به کارآموزی دادی کراویتز و موسی اشاره نمود.